# 卡迪夫大学
卡迪夫大學（英語：Cardiff University）又译加的夫大学，是英國一所公立研究型知名大學，位於威爾斯首都卡迪夫。為羅素大学集團成員，也是唯一來自威爾斯的成員。
該校位列2024年世界大學學術排名第151-200名、2025年QS世界大學排名第186名及2025年泰晤士高等教育世界大學排名第201-250名。知名的科系包含傳播、建築、供應鏈物流等，畢業生遍佈世界各大產業。學者和校友包括四位國家元首或政府首長，以及兩位諾貝爾獎得主。

## 历史
卡迪夫大学的历史可以追溯至1883年。1883年10月24日，卡迪夫大学前身南威尔士与蒙默思郡大学学院（英語：University College of South Wales and Monmouthshire）开始招生，并于1884年获得皇家许可状正式成为大学。与卡迪夫大学目前的规模相比，当时的南威尔士与蒙默思郡大学学院的规模非常之小，仅有：
- 13名教师
- 12个专业
- 102名全日制学位课程学生
- 49名非全日制学生

1893年，南威尔士与蒙默思郡大学学院成为威尔士大学联盟的创始成员之一开始颁发威尔士大学联盟学位。1972年，南威尔士与蒙默思郡大学学院更名为卡迪夫大学学院（英語：University College, Cardiff）。

### 合并历史
1988年，卡迪夫大学学院与威尔士大学科技学院（英語：University of Wales Institute of Science and Technology  (UWIST)）合并。1999年，开始公开使用卡迪夫大学作为大学名称。
2004年，卡迪夫大学学院与威尔士大学医学院（英語：University of Wales College of Medicine）合并。威尔士大学医学院曾经是卡迪夫大学前身南威尔士与蒙默思郡大学的一部分，但是在1931年被分离出去。因此这被看作是医学院的回归。
2004年12月，英国枢密院在原先的皇家特許状基础上通过了补充部分，卡迪夫大学学院正式更改法定名称为卡迪夫大学，并再次获得了大学地位。因此，在2005年之前入学的学生仍将会获得威尔士大学的学位，2005年之后卡迪夫大学开始颁发自己的学位。

### 校徽
在1988年与威尔士大学科技学院合并之后，英国纹章院授予了当时的卡迪夫大学学院这一盾徽。
校徽设计中两侧是天使和红龙，来源于原先合并院校的校徽，但在纹章学是很少被用作设计大学校徽的元素。

### 校训
盾徽下方的文字Gwirionedd, Undod a Chytgord是卡迪夫大学校训，使用威尔士语书写。这句文字本身是1662英国公祷书（英語：Book of Common Prayer）中战斗教会（英語：Church Militant）祷文的结束语。
校训的含义是：真理，团结与和谐。

## 學術

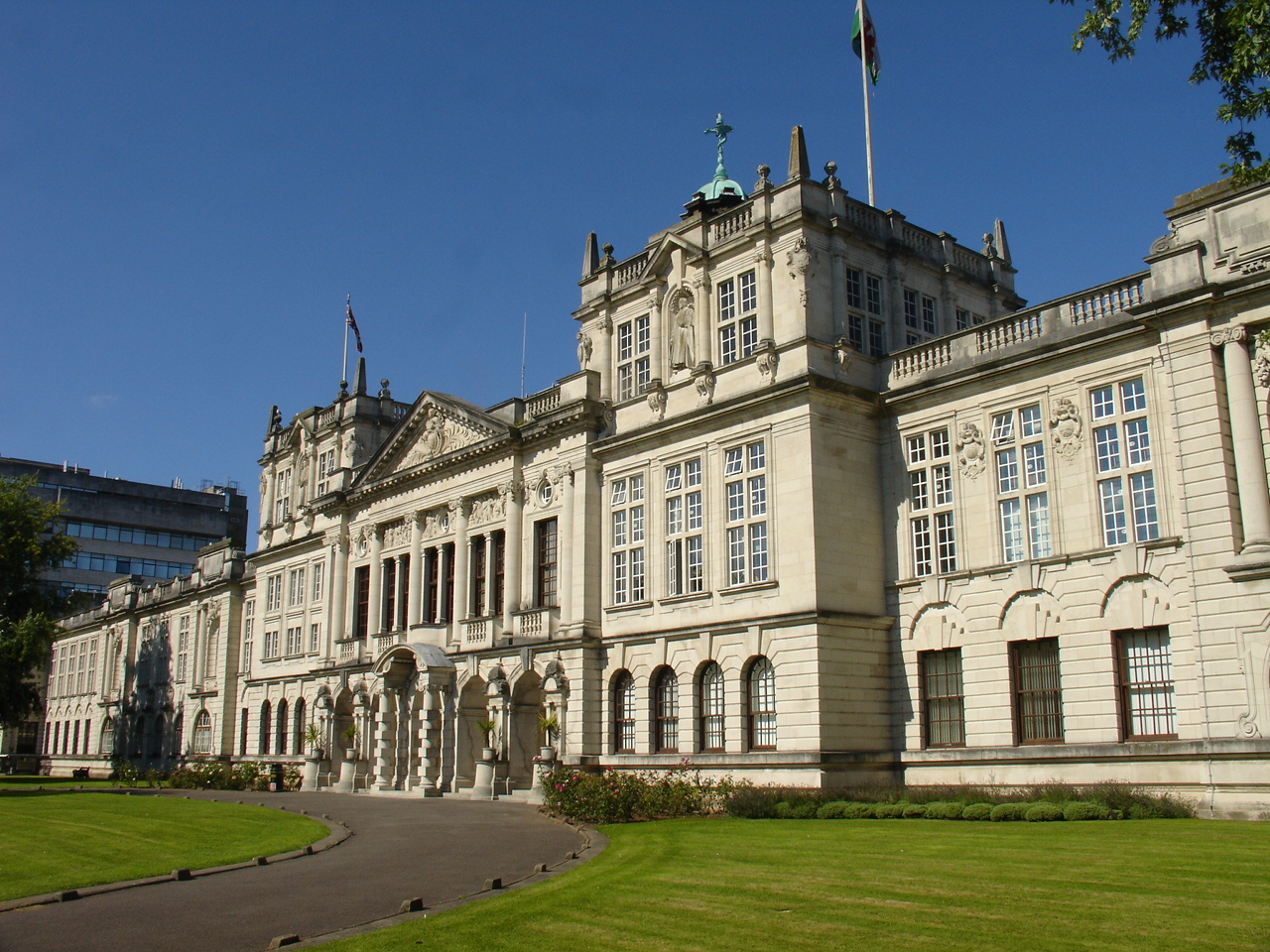
主樓

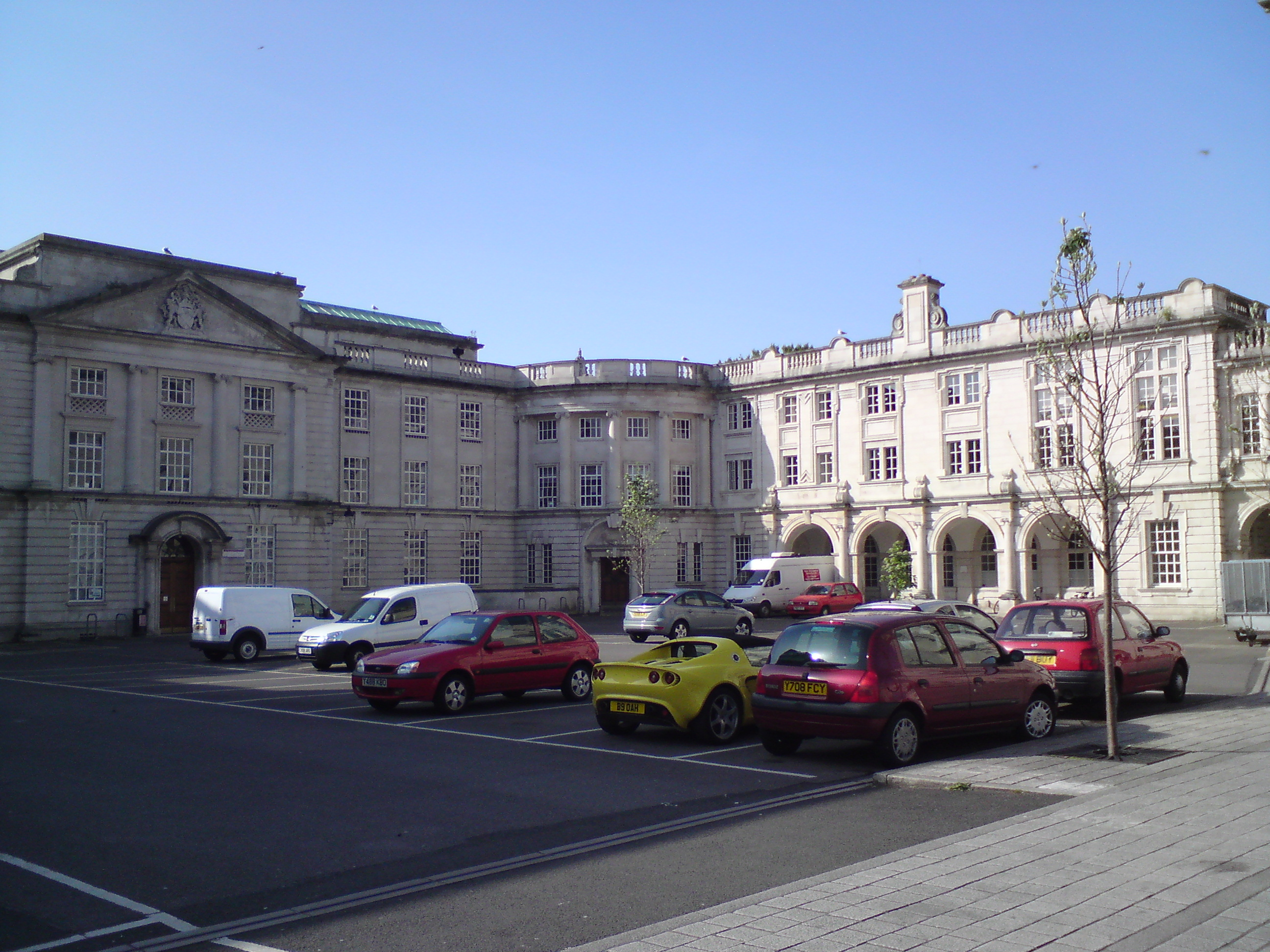
化學院

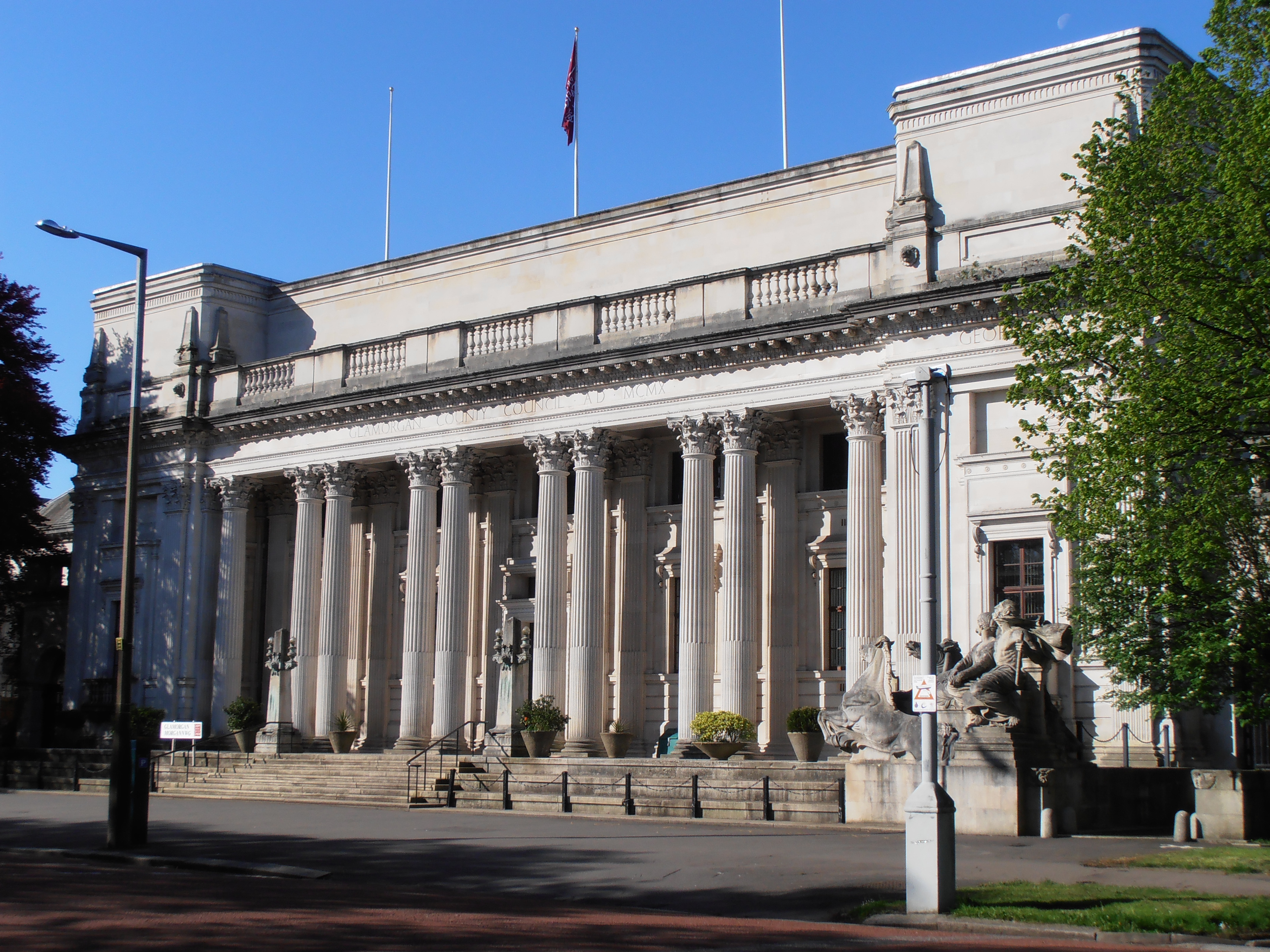
格拉摩根大廈

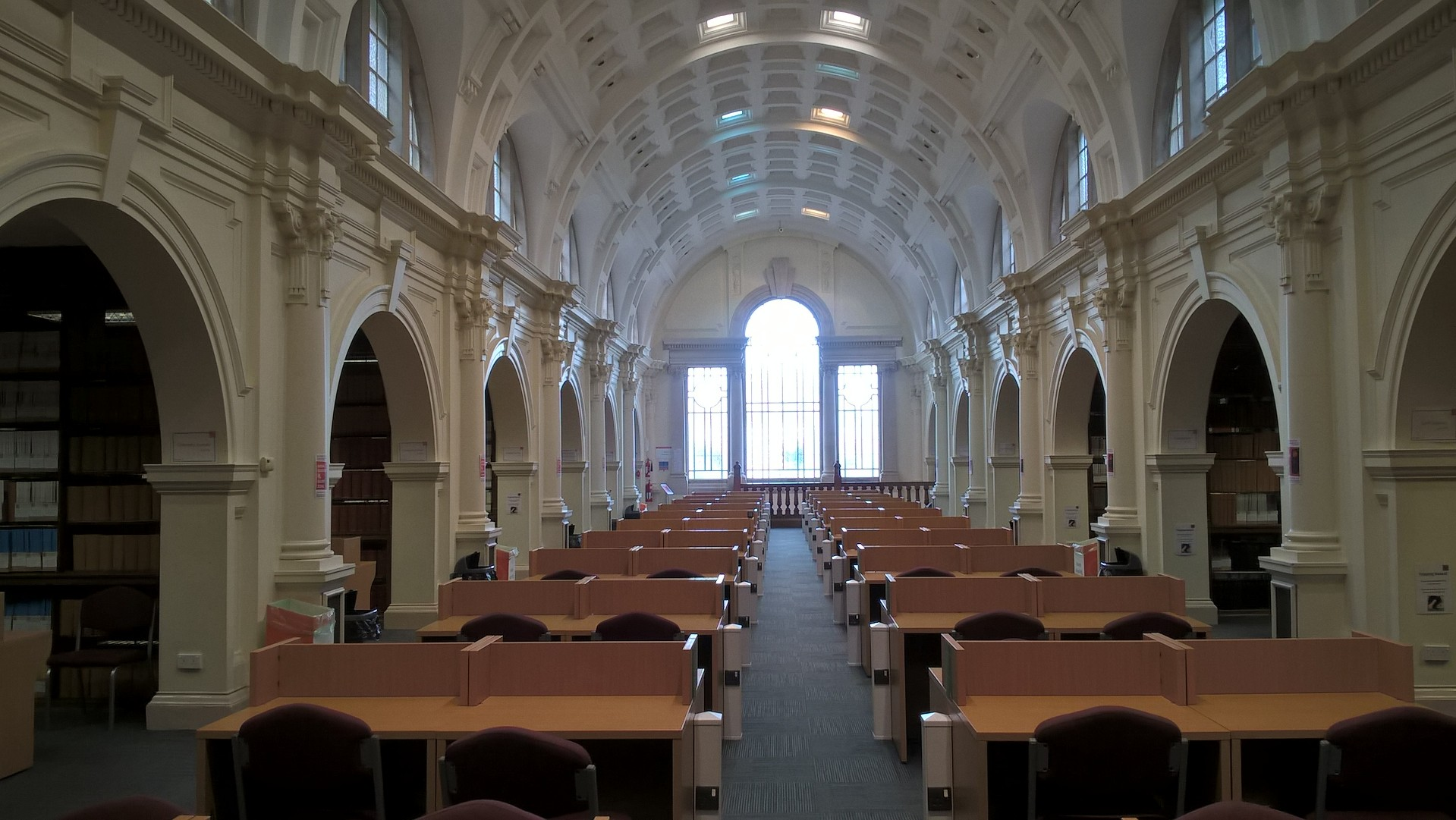
科學圖書館

卡迪夫大学是罗素集团中24个研究密集型大学之一。在学生数量上，卡迪夫大学在英国排名第12位。目前卡迪夫大学2013/14年的预计总收入约为4亿6千万英镑。

### 学生
卡迪夫大学目前拥有28,540名学生，来自100多个不同的国家，其中：
- 21,020名本科生
- 7,520名研究生
- 5,885名国际学生
- 89%的学生满意度[13]
- 每年有1,000名学生志愿者为本地社区服务

### 毕业生
- 95%的毕业生进入职场，或进行继续深造[14]
- 78%的毕业生获得毕业生水準的工作，这使得卡迪夫大学在这一指标上位列英国第16名
- 来自180多个国家的17万名校友

### 研究
- 总价值5亿英镑的研究合同
- 曾7次获得女王周年奖[15]
- 在卡迪夫大学和Fusion IP合作的衍生公司中投资达2千万英镑[16]
- 自2008年，在全英中小企业互动中排名第8[17]
- 自2008年，在全英活跃毕业生创业公司预计营业额中排名第6，预计营业额为4千3百万英镑
- 两位诺贝尔奖获得者：2007诺贝尔医学奖获得者马丁·埃文斯爵士，1988年诺贝尔化学奖获得者罗伯特·胡贝尔教授

### 聲譽
- 2020年世界大學學術排名第151-200[6]
- 2021年泰晤士高等教育世界大學排名第191[4]
- 2021年U.S. News世界大學排名第168[5]
- 2022年QS世界大學排名第151[3]

## 学校结构
- 理事会
  - 校长
    - 首席运营官
      - 财务总监
      - 市场公关总监
      - 专业服务部门
        - 学术与学生支持服务
        - 市场公关
        - 发展与校友关系
        - 地产与校园服务
        - 财务
        - 人力资源
        - IT与项目管理
        - 研究与创新服务
        - 策略规划与管理

    - 执行副校长
    - 副校长 （艺术、人文和社会科学）
      - 艺术，人文和社会科学学部
        - 商学院
        - 英语、传媒暨哲学学院
        - 历史、考古暨宗教学院
        - 新闻传媒暨文化研究学院
        - 法律学院
        - 终身教育学院
        - 现代语言学院
        - 音乐学院
        - 规划地理学院（位于卡迪夫大学格拉摩根楼）
        - 社会科学学院（位于卡迪夫楼）
        - 威尔士研究学院
        - 政治暨国际关系学院

    - 副校长 （生物医学和生命科学）
      - 生物医学及生命科学学部
        - 生物科学学院
        - 牙科学院
        - 护理科学学院
        - 医学院
        - 视光学暨视觉科学学院
        - 药剂制药学院
        - 威尔士医学培训中心
        - 心理学学院

    - 副校长 （自然科学和工程）
      - 自然科学和工程学部
        - 建筑学院
        - 化学学院
        - 计算机科学暨資訊学院
        - 地球暨海洋物理学院
        - 工程学院
        - 数学学院
        - 物理与天文学院

    - 副校长 （国际关系与合作）
    - 副校长 （学生体验与学术标准）
      - 研究生院

    - 副校长 （研究、创新与企业）
      - 研究中心
        - 癌症干细胞研究中心
        - 神经科学暨精神健康研究中心
        - 永續发展研究中心
        - 催化化学研究中心